# Dåren E Lös
Dåren E Lös, The roaring cadillacs live är ett musikalbum med artisten Eddie Meduza. Inspelningarna skedde under Eddie Meduzas november- och december-turné 1982. Albumet släpptes ut på en LP-skiva med skivetiketten Dirty Records år 1983. Med skivan fanns en ensidig bonussingel med låten Fruntimmer sa en ha å knulla mä. Efter en vecka drogs singeln in och den är därför extra eftertraktad i samlarkretsar. 
Dåren är lös kom ut på CD-skiva 1997. På LP versionen finns det en sekvens på slutet av sida 2 där man har låtit en del av mellansnacket spelas baklänges, den togs dock inte med när man skulle ge ut albumet på CD av okända anledningar.

## Låtlista (LP-version)
Sida ett
1. "Gasen i botten"
2. "Rockin' All Over the World"
3. "Andra kan dom"
4. "Punkjävlar"
5. "Glasögonorm"
6. "Sweet Little Rock'n'Roller"
7. "Torsten hällde brännvin i ett glas till Karin Söder"

Sida två
1. "Rockabilly rebel"
2. "Nej, inte jag"
3. "Little Queenie"
4. "Summertime Blues"
5. "I hear you knocking"
6. "Mera brännvin"
7. "Norwegian boogie"

## Listplaceringar
| Lista (1983) | Topplacering |
| ------------ | ------------ |
| Sverige      | 23           |

### Fotnoter
1. ↑  Listplacering